# Pseudophilautus singu
Espèce
Synonymes
- Philautus singu Meegaskumbura, Manamendra-Arachchi & Pethiyagoda, 2009

Statut de conservation UICN

 EN B2ab(ii,iii) : En danger
Pseudophilautus singu est une espèce d'amphibiens de la famille des Rhacophoridae.

## Répartition
Cette espèce est endémique du Sri Lanka. Elle se rencontre entre 60 et 513 m d'altitude.

## Description
Pseudophilautus singu mesure de 16 à 17 mm pour les mâles. Son dos est brun et présente une marque sombre en forme de W dans sa partie centrale. Ses flancs sont bruns dans la partie supérieure et jaunes, pigmentés de brun, dans la partie inférieure.

## Étymologie
Son nom d'espèce, du cingalais singu, « corne », lui a été donné en référence aux excroissances en forme de corne présentes sur ses paupières.

## Publication originale
- Meegaskumbura, Manamendra-Arachchi & Pethiyagoda, 2009 : Two new species of shrub frogs (Rhacophoridae: Philautus) from the lowlands of Sri Lanka. Zootaxa, no 2122, p. 51-68 (texte intégral).